# T'as pécho ?
Pour plus de détails, voir Fiche technique et Distribution.
T'as pécho est une comédie française réalisée par Adeline Picault et sortie en 2020.

## Synopsis
Arthur, jeune garçon âgé de 15 ans tombe sous le charme de sa camarade de classe Ouassima depuis qu'il l'a aperçue en maillot de bain. Cependant, celle-ci est déjà en couple avec le beau gosse du collège. Arthur supplie Ouassima de lui donner des cours de « péchotage » ainsi qu'à quelques copains. Ouassima accepte la proposition un peu par pitié et facture dix euros pour une séance dans les vestiaires de la piscine où travaille son père.

## Fiche technique
- Titre original : T'as pécho ?
- Réalisation : Adeline Picault
- Scénario : Adeline Picault
- Décors : Aurélien Maillé
- Costumes : Claire Lacaze
- Photographie : Julien Hirsch
- Montage : Monica Coleman
- Musique : Valentin Hadjadj
- Producteur : Éric et Nicolas Altmayer, Florence Dormoy
  - Producteur exécutif : Sophie Barrat
- Société de production : Scarlett Production et Mandarin Production
  - Société de coproduction : Pathé et France 2 Cinéma
- Sociétés de distribution : Pathé
- Pays d'origine :  France
- Langue originale : français
- Format : couleur
- Genre : comédie
- Durée : 98 minutes
- Dates de sortie :
  - France : 29 juillet 2020

## Distribution
- Paul Kircher : Arthur
- Inès d'Assomption : Ouassima
- Leelou Laridan : Yaelle
- Ramzy Bedia : Fahim
- Vincent Macaigne : Poupinel
- Sophie-Marie Larrouy : Paola
- Renély Alfred : Guigui
- Max Fidèle : Samir
- Théo Gross : Aubin
- Elsa Houben : Jen
- Moussa Mansaly : le flic
- Anne Benoît : la prof